# Algirdas-Brazauskas-Wasserkraftwerk Kaunas
Algirdas-Brazauskas-Wasserkraftwerk Kaunas (lit. Kauno Algirdo Brazausko hidroelektrinė, KHE) ist ein 1960 gebautes Wasserkraftwerk auf der Memel in der Stadtgemeinde Kaunas und in der Rajongemeinde Kaunas. Es ist das größte mit regenerativer Energie gespeiste Kraftwerk in Litauen. 2014 wurde es nach dem litauischen Präsidenten Algirdas Brazauskas benannt. Es wird von „Lietuvos energijos gamyba“ verwaltet, einem Tochterunternehmen von Lietuvos energija. Der Architekt war P. Ryžikas, der Ingenieur D. Chrenow und andere Projektmitarbeiter.

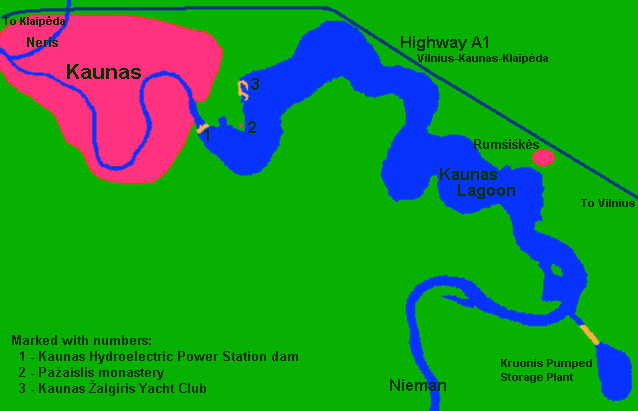
Kraftwerk und Stausee